# Guillermo Narvarte
Guillermo Narvarte (nacido en Mar del Plata el 29 de abril de 1965) es un entrenador de baloncesto argentino que actualmente entrena a Club Atlético Peñarol Basket de la Liga Uruguaya de Basketball.

## Carrera
- 1995-96 TNA: Independiente (Neuquén)
- 1998-99 TNA: Ben Hur (Rafaela)
- 1999-2000 TNA: Ben Hur (Rafaela)
- 2000-01 TNA: Ben Hur (Rafaela)
- 2001-02 TNA: Ben Hur (Rafaela)
- 2002-03 LNB: Ben Hur (Rafaela)
- 2003-04 LNB: Ben Hur (Rafaela)
- 2004-05 LNB: Peñarol (Mar del Plata)[2]
- 2005-06 LNB: Peñarol (Mar del Plata)
- 2006 LNB: Deportes Castro
- 2007 LNB: Universidad de Concepción
- 2008 LPV: Trotamundos Carabobo[3]
- 2008-09 LUB : Biguá (Villa Biarritz)[4]
- 2009 LPV: Trotamundos Carabobo
- 2010 LPV: Toros de Aragua
- 2010-11 LNB : Ciclista Olímpico (Santiago del Estero)[5]
- 2011-12 LNB : San Martín (Corrientes)[6]
- 2012-13 LPV: Bucaneros de La Guaira[7]
- 2013-14 LPV: Bucaneros de La Guaira[8]
- 2014-15 LPV: Bucaneros de La Guaira
- 2015-16 LNB : La Unión de Formosa[9]
- 2017-2018 LNB : Deportes Castro
- 2018-2020 LNB : Boca Juniors
- 2020-2021 LUB : Club Atlético Goes
- 2023 LNPB : Abejas de León

## Palmarés

### Consideraciones personales
- Entrenador del Año del TNA: 1998-99, 1999-2000, 2001-02.
- Entrenador del Año de la LPV: 2008.